# Cena Izvestijí 1984
Osmnáctý ročník Ceny Izvestijí se konal od 16. do 21. 12. 1984 v Moskvě. Zúčastnilo se pět reprezentačních mužstev, která se utkala jednokolovým systémem každý s každým.

## Výsledky a tabulka
|    |         | SSSR          | ČSSR           | FIN    | SWE     | GER     | V | R | P | Skóre | B |
| 1. | SSSR    | Sovětský svaz | 5:0            | 8:1    | 10:0    | 6:0     | 4 | 0 | 0 | 29:1  | 8 |
| 2. | ČSSR    | 0:5           | Československo | 4:6    | 3:1     | 10:3    | 2 | 0 | 2 | 17:15 | 4 |
| 3. | Finsko  | 1:8           | 6:4            | Finsko | 3:5     | 6:3     | 2 | 0 | 2 | 16:20 | 4 |
| 4. | Švédsko | 0:10          | 1:3            | 5:3    | Švédsko | 2:1     | 2 | 0 | 2 | 8:17  | 4 |
| 5. | SRN     | 0:6           | 3:10           | 3:6    | 1:2     | Německo | 0 | 0 | 4 | 7:24  | 0 |

 SSSR –  SRN 6:0 (2:0, 0:0, 4:0)
16. prosince 1984 – Moskva

Branky SSSR: 7. Viktor Žluktov, 10. Sergej Světlov, 51. Michail Varnakov, 41. Vjačeslav Fetisov, 48. Vjačeslav Fetisov, 57. Sergej Makarov.

Rozhodčí: Vladimír Šubrt (TCH) – Michail Galinovskij (URS), Pavlovskij (URS)

Vyloučení: 5:4 (využití 1:0)
SSSR: Vladimir Myškin – Alexej Kasatonov, Vjačeslav Fetisov, Zinetula Biljaletdinov, Vasilij Pěrvuchin, Alexej Gusarov, Irek Gimajev, Igor Stělnov, Sergej Starikov – Sergej Makarov, Igor Larionov, Vladimir Krutov – Sergej Světlov, Anatolij Semjonov, Sergej Jašin – Nikolaj Drozděckij, Viktor Žluktov, Jurij Leonov – Alexandr Skvorcov, Vjačeslav Bykov, Michail Varnakov.
Německo: Helmut de Raaf – Udo Kießling, Horst-Peter Kretschmer, Rainer Blum, Peter Scharf, Dieter Medicus, Manfred Schuster, Joachim Reil, Ignaz Berndaner – Marcus Kuhl, Erich Kühnhackl, Manfred Wolf – Franz Reindl, Gerd Truntschka, Ernst Höfner – Jochen Mörz, Michael Betz, Dieter Hegen – Peter Schiller, Peter Obresa, Axel Kammerer.
 Československo –  Švédsko 3:1 (0:0, 1:1, 2:0)
16. prosince 1984 – Moskva

Branky a nahrávky Československa: 32:53 Vincent Lukáč (Igor Liba), 57:50 Petr Klíma (Jaroslav Benák), 59:37 Petr Klíma.

Branky a nahrávky Švédska: 22:48 Michael Thelvén (Peter Gradin).

Rozhodčí: Jurij Karandin (URS) – Jurij Smirnov (URS), Samojlov (URS)

Vyloučení: 8:8 (využití 0:1, v oslabení 1:0)
ČSSR: Jiří Králík – Radoslav Svoboda, Jaroslav Benák, Arnold Kadlec, Juraj Bakoš, Peter Slanina, Antonín Stavjaňa, Mojmír Božík, Ernest Bokroš – Vincent Lukáč, Ján Vodila, Igor Liba – Jiří Lála, Ladislav Svozil, Vladimír Caldr – Petr Rosol, Dárius Rusnák, Petr Klíma – Jiří Hrdina, Dušan Pašek, Pavel Richter.
Švédsko: Rolf Ridderwall – Michael Thelvén, Anders Eldebrink, Magnus Svensson, Tommy Albelin, Kjell Samuelsson, Bo Ericsson, Thomas Åhlén, Peter Lindgren – Jens Öhling, Per-Erik Eklund, Peter Gradin – Anders Carlsson, Erik Stålnacke, Lars-Göran Niemi – Kent Johansson, Matti Pauna, Lars-Gunnar Pettersson – Mikael Granstedt, Johnny Strid, Jonas Bergqvist.
 Švédsko –  SRN 2:1 (0:1, 1:0, 1:0)
17. prosince 1984 – Moskva

Branky Švédska: 22. Erik Stålnacke, 51. Lars-Gunnar Pettersson 

Branky Německa: 3. Rainer Blum.

Rozhodčí: Seppo Mäkelä (FIN) – Anatolij Jegorov (URS), Igor Prusov (URS)

Vyloučení: 5:9 (využití 0:1, v oslabení 2:1)
Švédsko: Rolf Ridderwall – Michael Thelvén, Anders Eldebrink, Thomas Åhlén, Peter Lindgren, Kjell Samuelsson, Bo Ericsson, Magnus Svensson, Tommy Albelin – Jens Öhling, Per-Erik Eklund, Peter Gradin – Mikael Granstedt, Erik Stålnacke, Lars-Göran Niemi – Anders Carlsson, Kent Johansson, Jonas Bergqvist - Johnny Strid, Matti Pauna, Lars-Gunnar Pettersson.
Německo: Mathias Hoppe – Udo Kießling, Horst-Peter Kretschmer, Rainer Blum, Peter Scharf, Dieter Medicus, Manfred Schuster, Joachim Reil, Ignaz Berndaner – Marcus Kuhl, Erich Kühnhackl, Manfred Wolf – Franz Reindl, Gerd Truntschka, Ernst Höfner – Peter Obresa, Peter Schiller, Axel Kammerer - Dieter Hegen, Jochen Mörz, Michael Betz.
 SSSR –  Finsko 8:1 (4:0, 1:0, 3:1)
17. prosince 1984 – Moskva

Branky SSSR: 3. Vjačeslav Bykov, 8. Alexej Kasatonov, 11. Vjačeslav Fetisov, 19. Alexej Kasatonov, 33. Sergej Makarov, 41. Alexej Kasatonov, 49. Igor Larionov, 51. Irek Gimajev.

Branky Finska: 58. Raimo Helminen.

Rozhodčí: Lars Henriksson (SWE) – Konstantin Komisarov (URS), Palačev (URS)

Vyloučení: 4:5 (využití 3:0)
SSSR: Sergej Mylnikov – Alexej Kasatonov, Vjačeslav Fetisov, Zinetula Biljaletdinov, Vasilij Pěrvuchin, Alexej Gusarov, Irek Gimajev, Igor Stělnov, Sergej Starikov – Sergej Makarov, Igor Larionov, Vladimir Krutov – Sergej Světlov, Anatolij Semjonov, Sergej Jašin – Nikolaj Drozděckij, Viktor Žluktov, Jurij Leonov – Alexandr Skvorcov, Vjačeslav Bykov, Michail Varnakov.
Finsko: Jukka Tammy – Arto Ruotanen, Petteri Lehto, Jukka Hirsimäki, Jukka Virtanen, Harry Nikander, Kari Suoraniemi, Ville Sirén, Jussi Lepistö – Pekka Arbelius, Pekka Järvelä, Hannu Järvenpää – Anssi Melametsä, Harri Tuohimaa, Ari Vuori – Arto Sirviö, Raimo Helminen, Risto Kerminen - Timo Susi, Christian Ruuttu, Markku Kiimalainen.
 Československo –  Finsko 4:6 (1:2, 2:2, 1:2)
18. prosince 1984 – Moskva

Branky Československa: 8:40 Igor Liba, 28:36 Igor Liba (Vincent Lukáč), 29:19 Pavel Richter, 50:37 Dárius Rusnák (Petr Rosol).

Branky Finska: 4:22 Ari Vuori, 16:34 Kari Suoraniemi, 23:57 Pekka Järvelä (Pekka Arbelius), 36:10 Timo Susi, 50:16 Harri Tuohimaa, 56:30 Raimo Helminen (Arto Sirviö).

Rozhodčí: Josef Kompalla (FRG) – Michail Galinovskij (URS), Pavlovskij (URS)

Vyloučení: 2:4 (využití 0:0)
ČSSR: Jaromír Šindel (24. Jiří Králík) – Mojmír Božík, Jaroslav Benák, Arnold Kadlec, Juraj Bakoš, Peter Slanina, Antonín Stavjaňa, Ernest Bokroš – Vincent Lukáč, Ján Vodila, Igor Liba – Jiří Lála, Ladislav Svozil, Vladimír Caldr – Petr Rosol, Dárius Rusnák, Petr Klíma – Jiří Hrdina, Dušan Pašek, Pavel Richter.
Finsko: Kari Takko – Arto Ruotanen, Petteri Lehto, Jukka Hirsimäki, Jukka Virtanen, Harry Nikander, Kari Suoraniemi, Ville Sirén, Jussi Lepistö –  Pekka Arbelius, Pekka Järvelä, Hannu Järvenpää – Anssi Melametsä, Harri Tuohimaa, Ari Vuori – Markku Kiimalainen, Christian Ruuttu, Kai Suikkanen – Arto Sirviö, Raimo Helminen, Timo Susi.
 SRN –  Československo 3:10 (1:3, 1:2, 1:5)
19. prosince 1984 – Moskva

Branky a nahrávky Německa: 4:28 Franz Reindl (Gerd Truntschka), 34:02 Franz Reindl (Gerd Truntschka), 549:58 Udo Kießling (Marcus Kuhl).

Branky a nahrávky Československa: 12:01 Jiří Lála (Arnold Kadlec, Mojmír Božík), 14:14 Ladislav Svozil (Jiří Lála), 16:55 Petr Klíma (Vincent Lukáč), 28:46 Jiří Lála, 33:27 Igor Liba, 42:13 Petr Rosol, 45:10 Vladimír Caldr (Ladislav Svozil), 45:52 Dušan Pašek (Pavel Richter), 47:03 Vincent Lukáč, 50:19 Vincent Lukáč (Arnold Kadlec).

Rozhodčí: Lars Henriksson (SWE) – Konstantin Komisarov (URS), Palačev (URS)

Vyloučení: 8:9 (využití 1:2, v oslabení 1:0)
Německo:  Mathias Hoppe – Udo Kießling, Horst-Peter Kretschmer, Rainer Blum, Peter Scharf, Joachim Reil, Ignaz Berndaner, Dieter Medicus, Manfred Schuster – Marcus Kuhl, Erich Kühnhackl, Manfred Wolf – Franz Reindl, Gerd Truntschka, Ernst Höfner – Dieter Hegen, Jochen Mörz, Michael Betz – Peter Obresa, Peter Schiller, Axel Kammerer.
ČSSR: Jiří Králík – Peter Slanina, Jaroslav Benák, Arnold Kadlec, Ernest Bokroš, Mojmír Božík, Antonín Stavjaňa – Vincent Lukáč, Ján Vodila, Igor Liba – Jiří Lála, Ladislav Svozil, Vladimír Caldr – Petr Rosol, Dárius Rusnák, Petr Klíma – Jiří Hrdina, Dušan Pašek, Pavel Richter.
 SSSR –  Švédsko 10:0 (4:0, 3:0, 3:0)
19. prosince 1984 – Moskva

Branky SSSR: 9. Michail Varnakov, 13. Sergej Světlov, 14. Nikolaj Drozděckij, 17. Sergej Jašin, 22. Vasilij Pěrvuchin, 22. Anatolij Semjonov, 37. Vjačeslav Bykov, 41. Sergej Makarov, 48. Alexandr Skvorcov, 49. Vladimir Krutov.

Rozhodčí: Josef Kompalla (GER) – Michail Galinovskij (URS), Pavlovskij (URS)

Vyloučení: 1:1 (využití 1:0)
SSSR: Sergej Mylnikov – Alexej Kasatonov, Vjačeslav Fetisov, Zinetula Biljaletdinov, Vasilij Pěrvuchin, Alexej Gusarov, Irek Gimajev, Igor Stělnov, Sergej Starikov – Sergej Makarov, Igor Larionov, Vladimir Krutov – Sergej Světlov, Anatolij Semjonov, Sergej Jašin – Nikolaj Drozděckij, Viktor Žluktov, Jurij Leonov – Alexandr Skvorcov, Vjačeslav Bykov, Michail Varnakov.
Švédsko: Åke Lilljebjörn – Michael Thelvén, Anders Eldebrink, Tommy Albelin, Bo Ericsson, Thomas Åhlén, Peter Lindgren, Kjell Samuelsson,  Magnus Svensson -Jens Öhling, Per-Erik Eklund, Peter Gradin – Mikael Granstedt, Erik Stålnacke, Lars-Göran Niemi – Anders Carlsson, Kent Johansson, Jonas Bergqvist - Johnny Strid, Matti Pauna, Lars-Gunnar Pettersson.
 Švédsko –  Finsko 5:3 (1:1, 1:2, 3:0)
20. prosince 1984 – Moskva

Branky Švédska: 7. Peter Gradin, 23. Anders Eldebrink, 47. Anders Carlsson, 53. Lars-Gunnar Pettersson, 57. Peter Gradin.

Branky Finska: 8. Arto Ruotanen, 22. Jouko Narvanmaa, 30. Christian Ruuttu.

Rozhodčí: Vladimír Šubrt (TCH) – Jurij Smirnov (URS), Samojlov (URS)

Vyloučení: 7:9 (využití 0:0)
Švédsko: Rolf Ridderwall – Michael Thelvén, Anders Eldebrink, Kjell Samuelsson, Bo Ericsson, Thomas Åhlén, Peter Lindgren, Tommy Albelin,  Magnus Svensson - Jens Öhling, Per-Erik Eklund, Peter Gradin – Jonas Bergqvist, Lars-Göran Niemi, Erik Stålnacke - Mikael Granstedt, Johnny Strid, Anders Carlsson - Matti Pauna, Kent Johansson, Lars-Gunnar Pettersson.
Finsko: Jukka Tammy – Arto Ruotanen, Petteri Lehto, Jukka Virtanen, Jouko Narvanmaa, Jukka Hirsimäki, Jussi Lepistö, Harry Nikander, Kari Suoraniemi - Pekka Arbelius, Pekka Järvelä, Hannu Järvenpää – Anssi Melametsä, Harri Tuohimaa, Ari Vuori – Arto Sirviö, Raimo Helminen, Timo Susi - Markku Kiimalainen, Christian Ruuttu, Kai Suikkanen.
 Finsko –  SRN 6:3 (2:0, 0:0, 4:3)
21. prosince 1984 – Moskva

Branky Finska: 13. Christian Ruuttu, 15. Pekka Arbelius, 41. Hannu Järvenpää, 44. Kai Suikkanen, 49. Hannu Järvenpää, 57. Markku Kiimalainen.

Branky Německa: 42. Ernst Höfner, 47. Erich Kühnhackl, 59. Ernst Höfner.

Rozhodčí: Jurij Karandin – Noskov (URS), Afanasjev (URS)

Vyloučení: 8:6 (využití 1:1, v oslabení 1:0)
Finsko: Kari Takko – Kari Suoraniemi, Jussi Lepistö, Jukka Virtanen, Jouko Narvanmaa, Jukka Hirsimäki, Ville Sirén - Anssi Melametsä, Harri Tuohimaa, Ari Vuori – 
Arto Sirviö, Raimo Helminen, Timo Susi - Markku Kiimalainen, Christian Ruuttu, Kai Suikkanen - Pekka Arbelius, Pekka Järvelä, Hannu Järvenpää.
Německo: Helmut de Raaf – Udo Kießling, Horst-Peter Kretschmer, Rainer Blum, Peter Scharf, Joachim Reil, Ignaz Berndaner - Marcus Kuhl, Erich Kühnhackl, 
Peter Schiller - Franz Reindl, Ernst Höfner, Axel Kammerer - Manfred Wolf, Peter Obresa, Michael Betz - Dieter Medicus, Jochen Mörz, Manfred Schuster.
 SSSR –  Československo 5:0 (1:0, 2:0, 2:0)
21. prosince 1984 – Moskva

Branky a nahrávky SSSR: 6:53 Vladimir Krutov, 28:36 Sergej Makarov (Vladimir Krutov), 37:23 Sergej Jašin, 43:14 Igor Larionov (Vjačeslav Fetisov), 54:49 Jurij Leonov (Nikolaj Drozděckij).

Rozhodčí: Josef Kompalla (FRG) – Anatolij Jegorov (URS), Igor Prusov (URS)

Vyloučení: 5:8 (využití 0:1)
ČSSR: Jiří Králík – Peter Slanina, Jaroslav Benák, Mojmír Božík, Antonín Stavjaňa, Arnold Kadlec, Ernest Bokroš, Juraj Bakoš – Vincent Lukáč, Ján Vodila, Igor Liba – Jiří Lála, Ladislav Svozil, Vladimír Caldr – Petr Rosol, Dárius Rusnák, Petr Klíma – Jiří Hrdina, Dušan Pašek, Pavel Richter.
SSSR: Vladimir Myškin – Alexej Kasatonov, Vjačeslav Fetisov, Zinetula Biljaletdinov, Vasilij Pěrvuchin, Alexej Gusarov, Irek Gimajev, Igor Stělnov, Sergej Starikov – Sergej Makarov, Igor Larionov, Vladimir Krutov – Sergej Světlov, Anatolij Semjonov, Sergej Jašin – Nikolaj Drozděckij, Viktor Žluktov, Jurij Leonov – Alexandr Skvorcov, Vjačeslav Bykov, Michail Varnakov.

## Statistiky

### Nejlepší hráči
| Brankář | Vladimir Myškin |
| Obránce | Bo Ericsson     |
| Útočník | Vincent Lukáč   |

### Kanadské bodování
| Poř. | Kanadské bodování | Branky | Přihrávky | Body |
| ---- | ----------------- | ------ | --------- | ---- |
| 1.   | Vladimir Krutov   | 2      | 7         | 9    |
| 2.   | Sergej Makarov    | 4      | 4         | 8    |
| 3.   | Vjačeslav Fetisov | 3      | 3         | 6    |
| 4.   | Vincent Lukáč     | 3      | 2         | 5    |
| 5.   | Igor Liba         | 3      | 1         | 4    |
| 5.   | Alexej Kasatonov  | 3      | 1         | 4    |